# Glibaći
Glibaći är ett samhälle i Montenegro. Det ligger i den norra delen av landet, 90 km norr om huvudstaden Podgorica. Glibaći ligger 1 438 meter över havet och antalet invånare är 233.
Terrängen runt Glibaći är huvudsakligen kuperad, men västerut är den bergig. Runt Glibaći är det ganska glesbefolkat, med 48 invånare per kvadratkilometer. Närmaste större samhälle är Pljevlja, 18,0 km nordost om Glibaći. I omgivningarna runt Glibaći växer i huvudsak blandskog.